# Hôtel Pesciolini
L'hôtel de Pesciolini, ou hôtel de Mazargues, est un ancien hôtel particulier situé dans le 1er arrondissement de Marseille, en France, au no 1 de la rue Nationale à l'angle de la rue d'Aix.

## Description de l'hôtel
Cet hôtel du XVIIe siècle situé à l'angle de la rue Nationale et de la rue d'Aix présente sur sa façade sud tournée vers le cours Belsunce le dispositif classique des immeubles marseillais à trois fenêtres. On distingue un niveau inférieur constitué de magasins et d'un entresol, deux étages nobles et un attique au troisième étage. Cet hôtel est célèbre par le balcon en ferronnerie du premier étage supporté par deux atlantes monumentaux encadrant un œil-de-bœuf de l'entresol sous lequel sont sculptés deux sphinges adossées. Chaque atlante est supporté par une colonne encadrant la porte d'entrée. Si l'agencement général de cette décoration peut évoquer l'architecture des châteaux arrière des vaisseaux de haut bord dont Pierre Puget s'occupait à l'arsenal de Toulon, la paternité de cette œuvre ne peut pas lui être attribuée.

## Historique de la construction
Hercule Pesciolini époux de Maria de Palagio issu d'une famille originaire de San Gimignano en Toscane est un banquier et négociant qui fait souche à Marseille. On lui connait au moins trois enfants : Marseille épouse Jeansoulen, Antoine et Amant qui se marie le 26 juillet 1665 avec Françoise de Cousinéry, fille de Barthélemy de Cousinéry qui a été troisième consul de Marseille en 1659-1660 et qui sera deuxième échevin en 1668. Amant de Pesciolini achète le 9 avril 1672 à son beau-père un terrain à bâtir situé près du couvent des Récollets dont il ne reste aujourd'hui que l'Église Saint-Théodore. Le 18 juin de la même année il fait construire sur ce terrain un hôtel particulier par les entrepreneurs César Portal et Alexandre Casteau. Les travaux se terminent rapidement à la fin de 1673 ou au début de 1674. Le prix-fait (devis estimatif) du 18 juin 1672 indique toutes les normes de la construction et précise que les maçons réaliseront à la place des consoles prévues sur les plans, deux colosses qui appuieront et soutiendront le balcon ; malgré la référence expresse à la maison de M. Maurel de Pontevès (hôtel d'Espagnet) sur le cours Mirabeau à Aix-en-Provence, il est clair que le ou les sculpteurs dont on ignore l'identité, s'inspirèrent de deux atlantes sculptés par Pierre Puget pour l'hôtel de ville de Toulon en  1657 : en effet les mouvements des torses et des bras sont très proches dans les deux œuvres.
Le bâtiment est construit en 1672-1673. 
Sa porte monumentale est inscrite au titre des monuments historiques par arrêté du 8 mars 1929. L'hôtel en totalité est inscrit par arrêté du 17 mars 2023.

## Les propriétaires successifs
On ne sait si Amant de Pesciolini a habité cet hôtel mais dès 1692 cet immeuble est loué à Jean-Paul de Foresta (1631-1721) qu'il ne faut pas confondre avec le commandant de Foresta qui s'illustra devant Palerme. Amant de Pesciolini lègue cet hôtel à sa fille unique Marie-Anne qui épouse un conseiller au Parlement Jean de Montaud. Ce dernier vend en 1708 l'hôtel à un courtier Joseph Villet qui le revend en 1714 à Nicolas de Gantel-Guitton. Pendant la Révolution l'immeuble est toujours propriété de la famille qui ne l'habite cependant plus. Joachim-Elzéard de Gantel-Guitton, fils de Nicolas et ancien maire de Marseille s'était enfui à Lyon après l'incendie de son château de Mazargues en 1790 et avait résilié tous ses biens en faveur de son fils Nicolas Jean Joachim. Ce dernier sera arrêté et exécuté le 28 décembre 1793. L'année suivante ses biens sont vendus aux enchères et l'hôtel Pesciolini est adjugé à Barthélemy Girard pour 89 500 livres. De nouveau mis aux enchères en 1806 par les ayants droit de Girard, l'hôtel devient propriété de Jean-Sylvestre Reynard, raffineur de sucre, qui le revend en 1821 à Jean-Joseph Martin, savonnier. La fille de ce dernier, Catherine Joséphine Martin hérite de l'hôtel en 1836 ; veuve d'un premier mariage, elle se remarie avec André-Élisée Reynard, maire de Marseille de 1843 à 1848 qui est le propre fils de Jean-Sylvestre Reynard, ce qui permet un retour du bien dans la famille du propriétaire précédent.